# Canton de Diekirch
Pour les articles homonymes, voir Diekirch (homonymie).
Le canton de Diekirch est un canton luxembourgeois situé dans l'Est-Nord-Est du Luxembourg. Son chef-lieu est Diekirch.

## Histoire
Le 15 ventôse an X (6 mars 1802), le département des Forêts fut divisé en vingt-huit cantons, portant le nom de leur chef-lieu. Le canton de Diekirch comprend alors les communes de Bettendorf, Bourscheid, Brandenbourg, Diekirch, Eppldorff, Ettelbruck, Medernach, Feulen, Reisdorf et Stegen.
Le 4 avril 1851, la ville de Vianden et la commune de Fouhren sont détachées du canton de Diekirch pour former le canton de Vianden.
Au 1er janvier 2012, le canton perd le territoire de la commune de Hoscheid au profit du canton de Clervaux lors de la création de la commune du Parc Hosingen ; les communes d’Ermsdorf et Medernach sont dissoutes lors de la fusion pour former la nouvelle commune de la Vallée de l'Ernz.
Jusqu'à la suppression des districts en 2015, le canton faisait partie du district de Diekirch.

## Communes
Le canton est constitué de 10 communes :
| Commune              | Superficie | Population | Densité (en hab./km²) |
| -------------------- | ---------- | ---------- | --------------------- |
| Bettendorf           | +0023,24   | +003 116,  | 134,1                 |
| Bourscheid           | +0036,86   | +001 761,  | 47,8                  |
| Diekirch (chef-lieu) | +0012,42   | +007 336,  | 590,7                 |
| Erpeldange-sur-Sûre  | +0017,97   | +002 596,  | 144,5                 |
| Ettelbruck           | +0015,18   | +010 149,  | 668,6                 |
| Feulen               | +0022,76   | +002 435,  | 107                   |
| Mertzig              | +0011,1    | +002 415,  | 217,6                 |
| Reisdorf             | +0014,84   | +001 445,  | 97,4                  |
| Schieren             | +0010,41   | +002 123,  | 203,9                 |
| Vallée de l'Ernz     | +0039,73   | +002 864,  | 72,1                  |

## Géographie
Le canton est bordé à l’est par la frontière allemande qui le sépare de l’arrondissement d'Eifel-Bitburg-Prüm situé en Rhénanie-Palatinat. Cette frontière, qui borde la commune de Reisdorf, est matérialisée vers le sud par la Sûre, un affluent de la Moselle, et vers le nord par l’Our qui se jette dans la Sûre à Wallendorf-Pont.

## Politique et administration

### Liste des députés
De 1841 à 1919, le canton formait une circonscription électorale dans le cadre des élections législatives.

#### Chambre des députés(depuis 1919)
Depuis 1919, le canton n'est plus utilisé comme circonscription électorale et fait dès lors partie de la circonscription Nord.

## Population et société

### Démographie
L'évolution du nombre d'habitants est connue à travers les recensements de la population effectués dans le pays depuis 1821. Les recensements décennaux de la population permettent de caler les chiffres sur la composition de la population par sexe, âge, nationalité et commune de résidence. Entre deux recensements, la population au 1er janvier de l’année {\displaystyle x} est évaluée en ajoutant à la population au 1er janvier de l’année {\displaystyle x-1} les soldes naturel (naissances {\displaystyle -} décès) et migratoire (arrivées {\displaystyle -} départs) de l'année. La même méthode est appliquée pour la répartition par âge au 1er janvier et les effectifs totaux par nationalité. Depuis le 24 février 1843, le Luxembourg dénombre 12 cantons.
Au 1er janvier 2024, le canton comptait 35 764 habitants.
| 1851   | 1871   | 1880   | 1890   | 1900   | 1910   | 1922   | 1930   | 1935   |
| ------ | ------ | ------ | ------ | ------ | ------ | ------ | ------ | ------ |
| 16 112 | 16 898 | 17 142 | 16 492 | 16 588 | 16 930 | 16 305 | 16 612 | 16 462 |

| 1947   | 1960   | 1970   | 1978   | 1979   | 1981   | 1983   | 1984   | 1985   |
| ------ | ------ | ------ | ------ | ------ | ------ | ------ | ------ | ------ |
| 15 656 | 16 760 | 18 754 | 20 487 | 20 691 | 20 931 | 21 020 | 21 180 | 21 350 |

| 1986   | 1987   | 1988   | 1989   | 1990   | 1991   | 1992   | 1993   | 1994   |
| ------ | ------ | ------ | ------ | ------ | ------ | ------ | ------ | ------ |
| 21 500 | 21 720 | 21 874 | 22 053 | 22 416 | 22 331 | 22 736 | 23 143 | 23 487 |

| 1995   | 1996   | 1997   | 1998   | 1999   | 2000   | 2001   | 2002   | 2003   |
| ------ | ------ | ------ | ------ | ------ | ------ | ------ | ------ | ------ |
| 23 776 | 24 146 | 24 449 | 24 725 | 24 859 | 25 279 | 25 603 | 25 860 | 26 095 |

| 2004   | 2005   | 2006   | 2007   | 2008   | 2009   | 2010   | 2011   | 2012   |
| ------ | ------ | ------ | ------ | ------ | ------ | ------ | ------ | ------ |
| 26 304 | 26 577 | 26 877 | 27 110 | 27 557 | 27 993 | 28 191 | 28 489 | 29 132 |

| 2013   | 2014   | 2015   | 2016   | 2017   | 2018   | 2019   | 2020   | 2021   |
| ------ | ------ | ------ | ------ | ------ | ------ | ------ | ------ | ------ |
| 29 755 | 30 460 | 31 024 | 31 819 | 32 244 | 32 543 | 33 216 | 33 782 | 33 944 |

| 2022   | 2023   | 2024   | - | - | - | - | - | - |
| ------ | ------ | ------ | - | - | - | - | - | - |
| 34 309 | 35 150 | 35 764 | - | - | - | - | - | - |

Le graphique qui aurait dû être présenté ici ne peut pas être affiché car il utilise l'ancienne extension Graph, désactivée pour des questions de sécurité. Des indications pour créer un nouveau graphique avec la nouvelle extension Chart sont disponibles ici.